# Nia Aliová
Nia Aliová (* 23. října 1988 Filadelfie) je americká atletka, která se věnuje překážkovým běhům na 60 a 100 metrů.

## Sportovní kariéra
Nejdříve se věnovala vícebojům, později se orientovala na překážkové sprinty. Na mistrovství světa v roce 2013 nepostoupila do finále běhu na 100 metrů překážek. Zvítězila v běhu na 60 metrů překážek na halovém mistrovství světa v Sopotech v roce 2014. Titul obhájila o dva roky později na halovém šampionátu v Portlandu. V mezidobí se stala matkou syna, jehož otcem je americký atlet Michael Tinsley. 
Na olympiádě v Rio de Janeiro získala stříbrnou medaili v běhu na 100 metrů překážek. O rok později na světovém šampionátu v Londýně doběhla na této trati osmá.
Je také halovou mistryní světa v běhu na 60 metrů překážek z let 2014 a 2016 a mistryní světa z venkovního šampionátu v katarském Dauhá (2019).

## Osobní rekordy

### Dráha
- běh na 100 metrů překážek – 12,30 s – 21. července 2023, Monako

### Hala
- běh na 60 metrů překážek – 7,80 s – 23. února 2014, Albuquerque

## Osobní život
V roce 2015 se jí narodil syn Titus Maximus, jehož otcem je její bývalý přítel Michael Tinsley.
S kanadský sprinterem Andre De Grassem má dceru Yuri Zen, která se narodila v červnu 2018 a syna Kenza, který přišel na svět v květnu 2021.